# ジェイク・アレックス
ジェイク・アレックス・マンドシッチ（Jake Allex Mandusich, 1887年7月13日 - 1959年8月28日）は、アメリカ合衆国の軍人。オスマン帝国出身のセルビア系アメリカ人で、セルビア語名はアレクサ・マンドシッチ（Алекса Мандушић）。アメリカ陸軍の一員として第一次世界大戦に従軍し、名誉勲章受章者の1人となった。最終階級は軍曹。

## 経歴
1887年、プリズレンに生を受ける。1905年には渡米し、1914年に第一次世界大戦が勃発するとシカゴにてアメリカ陸軍に志願入隊した。なお、彼は本名ではなく「ジェイク・アレックス」というアメリカ風の名を使って入隊しており、名誉勲章もこの名前で授与されているが、これは本名での入隊申請が拒否された為である。同様に本名での米国市民権の申請は30回以上却下されたという。
陸軍では第33歩兵師団第131歩兵連隊H中隊に所属していた。1918年8月9日、フランスのシピー・リッジ（Chippilly Ridge）付近の戦闘において、小隊所属の士官全員が負傷ないし戦死した際、当時伍長だったアレックスが小隊の指揮を執ることとなった。彼は機関銃陣地への攻撃を指揮し、これを突破することに成功した。彼自身も戦闘の中で5人の敵兵を殺害し、銃剣が折れた後も銃床を使って白兵戦を続け、最終的に15名の捕虜を得ている。以後、彼は戦友たちから「ビッグ・ジェイク」（Big Jake）と呼ばれるようになった。
終戦時の階級は軍曹であった。大戦を通じて、彼は16個の勲章等を受章した。この中にはフランスやイギリスなど、諸外国からの外国勲章も含まれる。セルビア王国からは下士官兵として最高級の勲章を贈られ、授与の際にはセルビア王ペータル1世との夕食会に出席することを許されたという。1921年にペータル1世が死去した際には、その葬儀に出席した。復員後の一時期はアメリカを離れ、ユーゴスラビア王国となった故郷に戻り、近衛兵としてアレクサンダル1世に数年間仕えた。
1930年代から1940年代にかけてはアメリカ在郷軍人会の活動に参加していた。彼はユーゴスラビア系アメリカ軍人会や連合国軍復員兵委員会など、外国出身の復員兵による諸団体で幹部を務めていた。
1959年8月28日、シカゴの退役軍人病院にて死去した。遺体はイリノイ州リバティビルのセルビア正教会修道院内聖サヴァ墓地に埋葬された。

## 名誉勲章勲記
アレックスに授与された名誉勲章の勲記には、次のように記されている。